# Pol·lència (Mallorca)

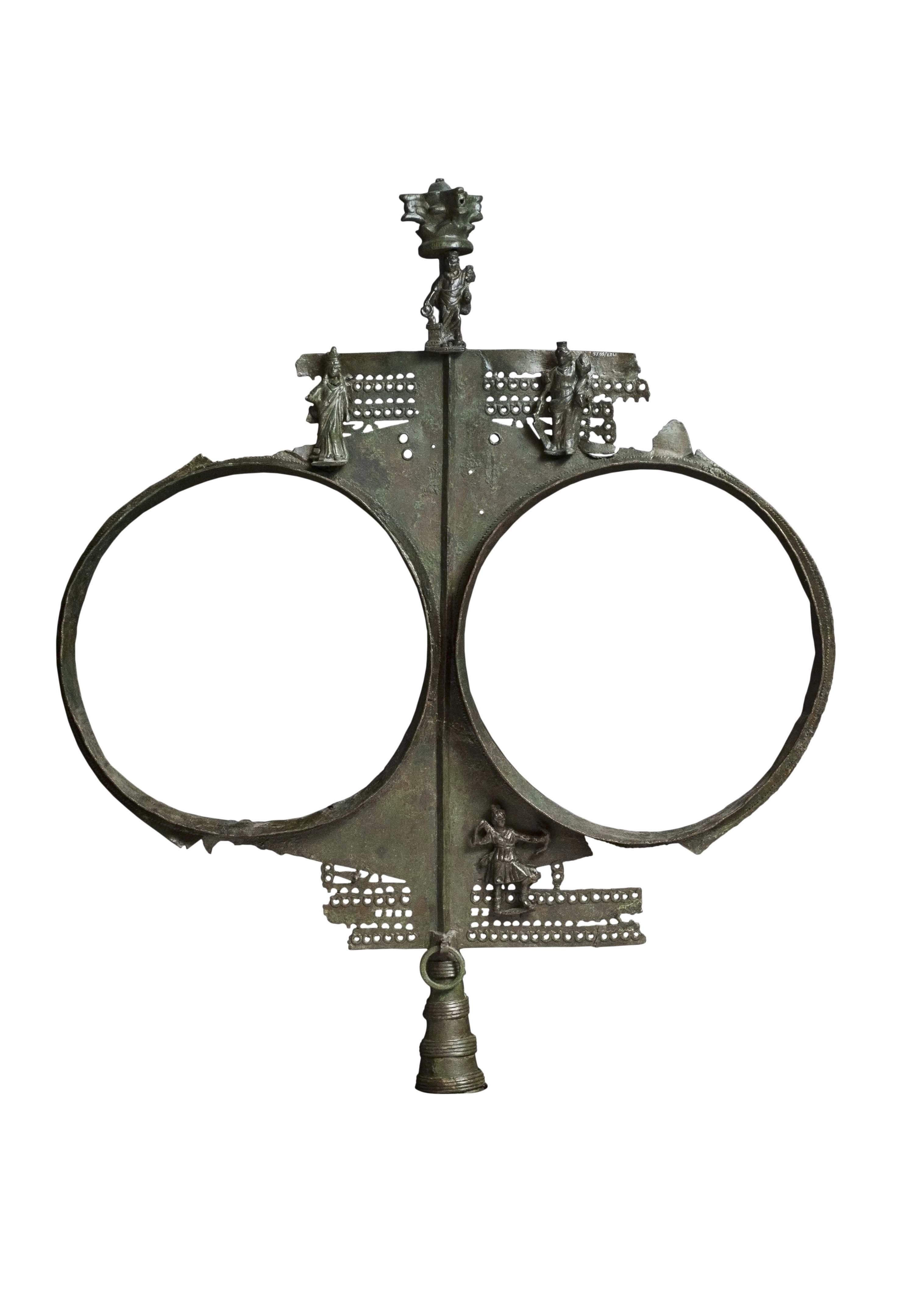
Estendard de Pol·lència del o III dC trobat a Pol·lència el 1926, MAN, Madrid

Pol·lència, de vegades dita Pol·lèntia (llatí: Pollentia), fou una ciutat romana fundada al nord de Mallorca pel general romà Quint Cecili Metel Baleàric sota l'actual ciutat d'Alcúdia, poc més tard de l'any 123 aC.
Com l'altra ciutat romana fundada pel cònsol Metel, Pol·lència va ser un campament romà fins a la dècada dels 70 del segle i aC. Va ser llavors que, segons les excavacions al fòrum, es va reorganitzar l'urbanisme de la ciutat i es va monumentalitzar. La troballa del cap d'August velat és una mostra d'aquesta monumentalització de l'espai públic. Pol·lència fou una ciutat rica i pròspera, l'àrea conservada de la qual ocupa unes quinze hectàrees. No obstant això, la ciutat patí un incendi devastador al segle iii, per bé que la ciutat no es despoblà, puix que s'ha documentat al mateix fòrum la construcció d'una fortificació cap al segle v, tal vegada relacionada amb el saqueig que degué patir el 425 a mans dels vàndals, comandats per Gunderic, i encara va sobreviure al retorn dels romans el 534. En qualsevol cas, les terres de Pol·cèntia varen romandre parcialment o totalment despoblades cap al segle viii, i la població tardoantiga cristiana va establir-se en zones rurals pròximes.
Aquest despoblament i abandó de la ciutat ha fet possible que, avui, la pràctica totalitat de la ciutat antiga estigui sota camps de conreu i solars sense edificar, fet que fa possible la seva excavació i documentació. Les excavacions, a partir del segle xvi però molt especialment de començament del segle xx, s'han succeït principalment a la zona de la Portella (un barri residencial), el Camp d'en França (el fòrum de la ciutat i l'àrea de les tabernae) i el teatre.
Pel que fa al nom, hom sol fer notar que es tracta d'un nom abstracte derivat del verb polleo 'esser fort'; es tractaria, doncs, d'un sinònim de Valentia, derivat de valeo. De tota manera, és possible que es tracti d'un topònim traslladat de la Pollentia del Picè: hi ha la hipòtesi que els primers colons de l'illa serien d'aquesta regió, atès el lligam dels Metels, promotors de la conquesta de les Balears i amb vincles i interessos a la zona del Picè. Així, els primers colons haurien anomenat la nova ciutat amb el mateix nom d'una de les seves poblacions d'origen, la dita Pollentia. El vincle entre Mallorca i el Picè es fa palès en altres aspectes, com ara el fet que els ciutadans de totes dues zones pertanyien principalment a la tribu Velina. Segons aquesta hipòtesi, la primera fundació com a campament els anys immediats a la conquesta es correspondria amb l'arribada dels primers colons picens, el batiament de la ciutat i l'establiment d'una colònia de dret llatí, mentre que la construcció de les principals estructures urbanes, datades arqueològicament de la primera meitat del segle i aC, es correspondria amb una refundació després del Bellum Sociale, la conversió de la ciutat com a municipi de dret romà i l'arribada de nous colons, tal vegada els tres mil mencionats per Estrabó.
El 2023 es compliren cent anys de les primeres intervencions arqueològiques a la ciutat.

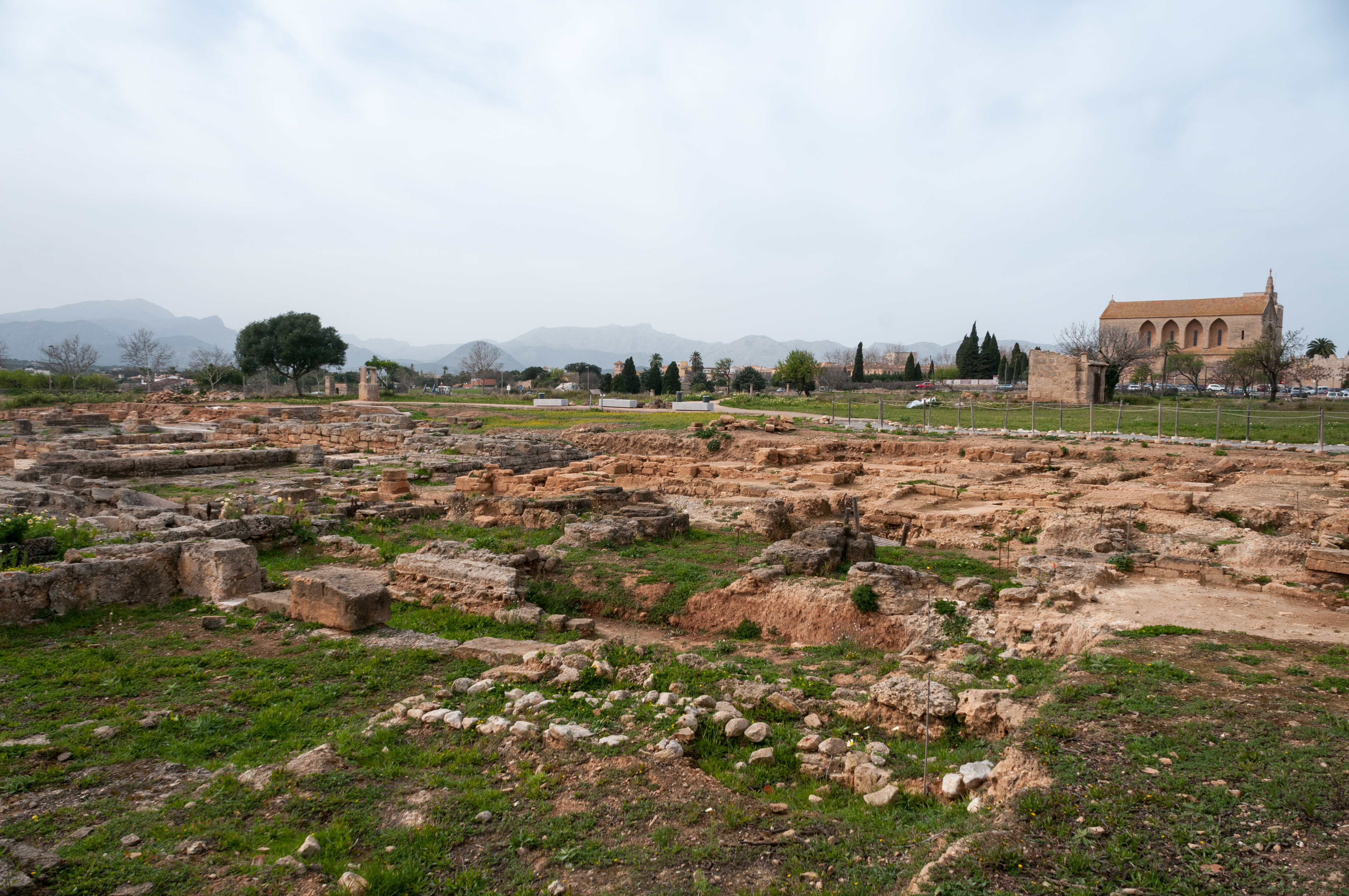
Vista general de les ruïnes

## Arqueòlegs relacionats amb Pol·lència
- Antoni Arribas Palau
- Guillem Rosselló Bordoy
- Margalida Orfila Pons